# SimEarth
SimEarth: The Living Planet — відеогра в жанрі симулятор життя, розроблена і видана компанією Maxis в 1990 році. Гра являє собою симуляцію різних впливів на планету, терраформування, виникнення на ній життя і її еволюцію.
Творець гри — Вільям Райт — раніше також розробив іншу гру серії — SimCity, яка сконцентрована на розвитку міста; також тема виникнення життя стала основною в грі Spore, що вийшла в 2008 році.
Спочатку гра була розроблена для персонального комп'ютера під управлінням DOS; завдяки подальшому успіху, гра була портована на Commodore Amiga, TurboGrafx-16/TurboDuo, X68000, Sega Mega-CD, Super NES, Wii, Apple Macintosh і ОС Windows.

## Ігровий процес
У SimEarth, гравець може змінювати атмосферу планети, температуру, сушу тощо, а потім розміщувати різні форми життя на планеті, і спостерігати, як вони розвиваються. Оскільки SimEarth є програмою-іграшкою, вона не має якихось цілей, яких має досягти гравець. Серйозною проблемою є розвиток розумного життя і розвиток цивілізації. Етапи розвитку планети можна відновлювати і повторювати, поки планета «не помре» через десять мільярдів років після свого створення, оскільки за розрахунками вчених саме тоді Сонце стане червоним гігантом і вб'є все життя планеті.
Ігрова модель побудована на виникненні життя за Гіпотезою Геї Джеймса Лавлока (який допомагав з дизайном і написав вступ до інструкції гри), і один з варіантів, що наявний у розпорядженні гравця, це спрощена модель «Стокроткового Світу».

Скріншот SimEarth, версія для IBM PC.

Гравець має досить повний контроль над планетою. Індикаторні панелі дозволяють гравцеві все контролювати: від атмосферних газів, з відсотками до трьох знаків після коми, від швидкості дрейфу континентів, зі швидкістю розмноження і мутації форм життя. Крім того, гравець отримує варіанти з розміщення обладнання або предметів, які заважають розвитку планети, такі як генератори кисню, які збільшують кількість кисню в атмосфері, і «моноліт», запозичений із фільму Стенлі Кубрика «Космічна одіссея 2001 року», який допомагає збільшувати інтелект земних форм життя через контакт з позаземними цивілізаціями.
У грі можна стикнутися з рядом стихійних лих, наприклад з тропічними циклонами і пожежами. На популяції впливають багато факторів, зокрема чума і забруднення довкілля. Вплив на планету може бути незначними або досить серйозним, залежно від поточних умов. Збільшення виверження вулканів, наприклад, збільшує кількість пилу в атмосфері і знижує глобальну температуру; землетрус у водоймі може викликати цунамі; брак ядерного палива для ядерно-залежної цивілізації може потенційно викликати ядерну війну.
Всі дії гравця мають вартість, зазначену в «одиницях енергії» або «омега (Ω) одиницях». Енергетичний бюджет залежить від рівня розвитку планети, і від обраного рівня складності; на низькому рівні складності, енергетичний бюджет необмежений.
Ігровий процес може бути непередбачуваним; види можуть процвітати або вимирати без вагомих причин. Масові вимирання, однак, часто наслідком нових періодів еволюції, що дозволяє гравцеві експериментувати з новими комбінаціями видів і екосистем.

## Критика
Журнал Computer Gaming World назвав SimEarth «дивовижним». Проте, рецензент хотів, щоб гра мала візуальний зворотній зв'язок більш подібний до SimCity.